# Royal Evere White Star Hockey Club
Il Royal Evere White Star Hockey Club, noto semplicemente come White Star, è una società belga di hockey su prato con sede a Evere.

## Palmarès

### Sezione maschile
- Campionato belga: 1

1996
- Coppa del Belgio: 2

2000, 2001
- Campionato belga indoor: 1

1978, 1979, 1980, 1981, 1982, 1991, 1992, 1994, 1995, 1996, 2000, 2005, 2006

### Sezione femminile
- Campionato belga indoor: 1

2012